# Llac sec

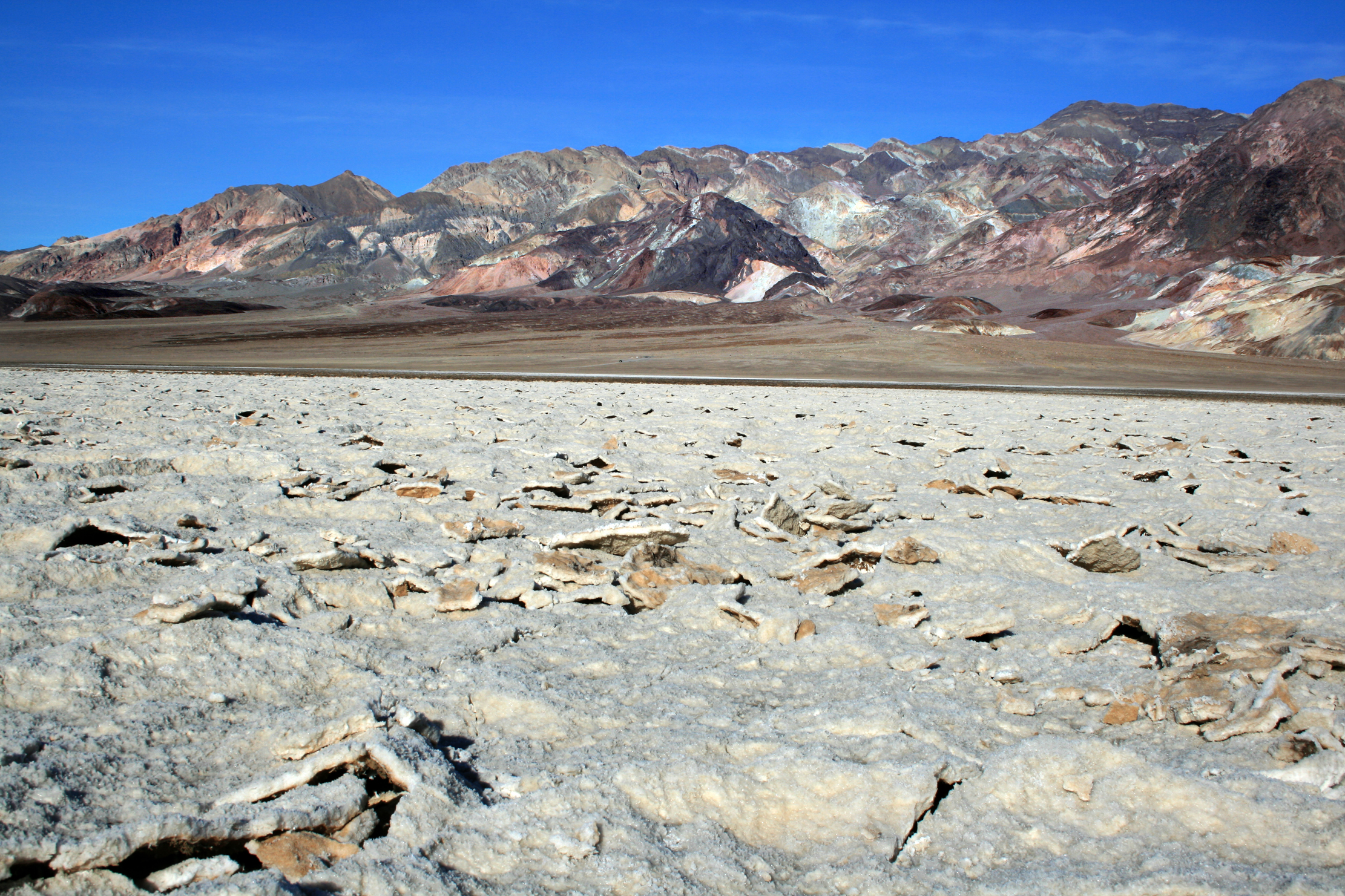
Llac sec a Death Valley National Park, a l'oest dels Estats Units

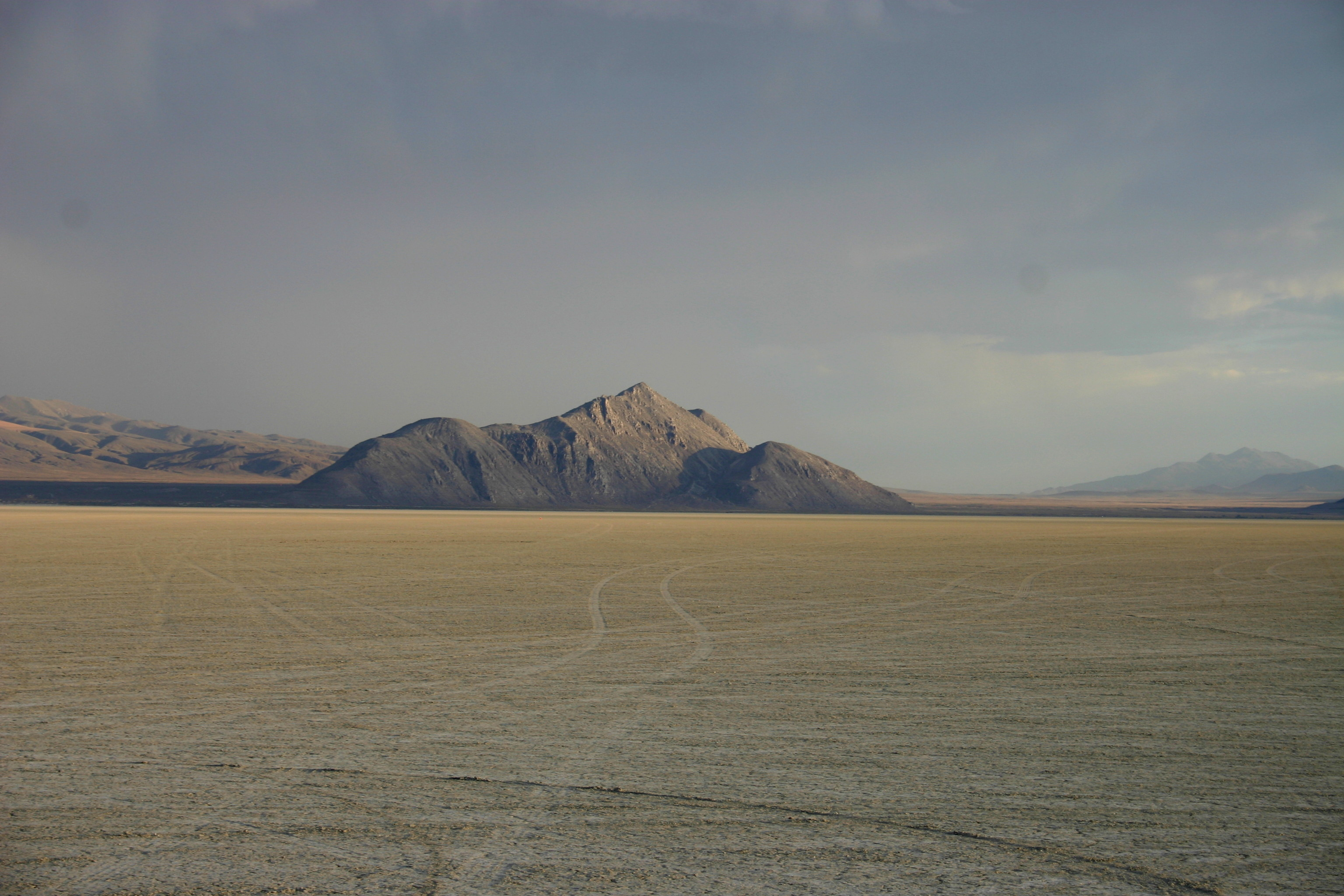
Llac sec de Black Rock Desert (Nevada, Estats Units)

Els llacs secs (en anglès: Dry lakes o playa lakes, en francès: Déserts de sel i en castellà salares) són llacs superficials i efímers que s'assequen o bé són el residu d'una conca d'un llac endorreïc. La superfície consta de sediments de gra que incorporen sals alcalines, també es diuen sabkha o chott en àrab.
A Àsia central aquesta formació rep el nom de Takir i a l'Iran Kavir.

## Formació

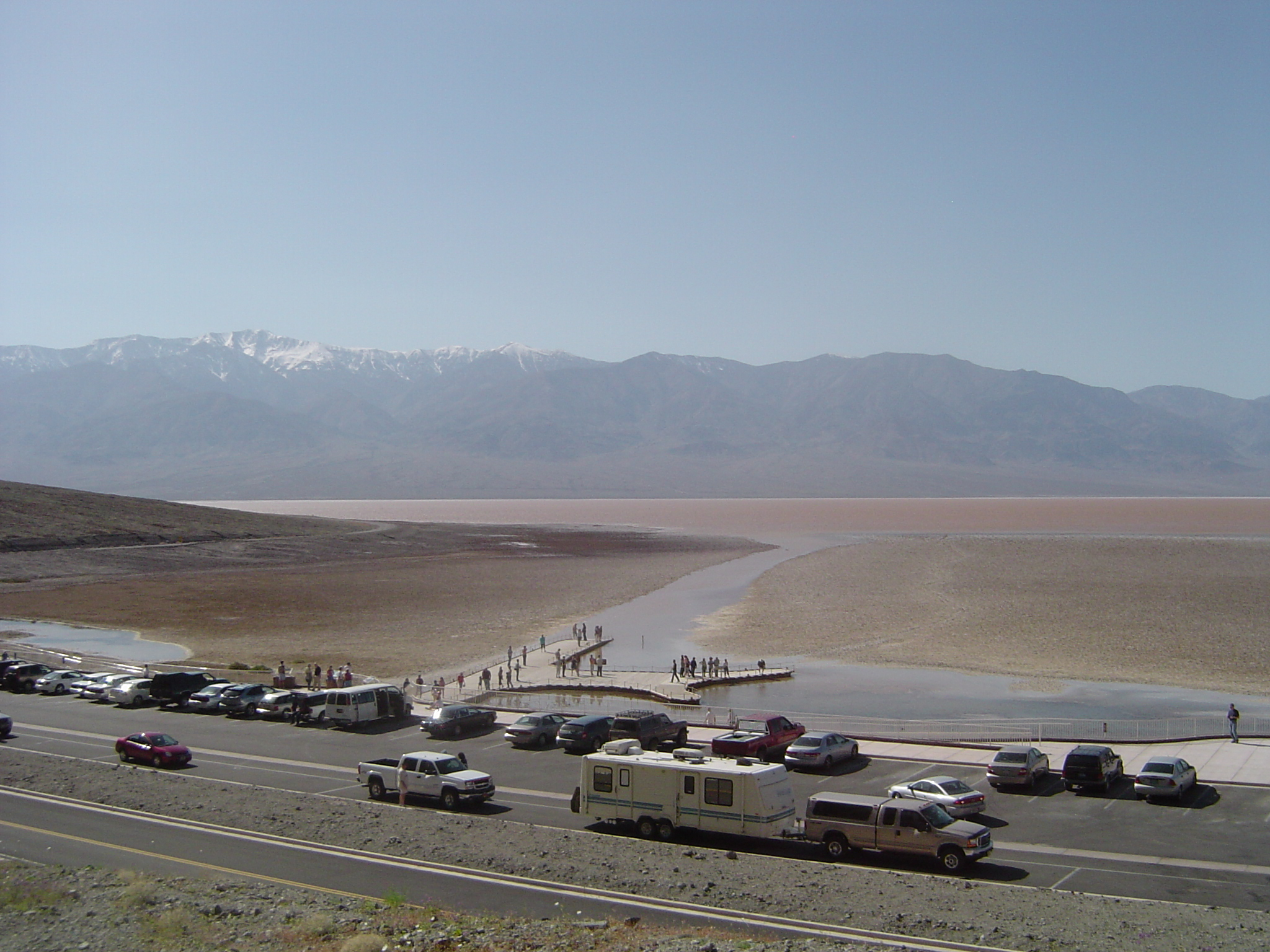
Llac salat de Death Valley després d'una rara pluja abundant.

La superfície d'un llac sec està típicament seca i dura durant l'estació seca però molt tova i humida durant l'estació humida. Els llacs secs són normalment de mida petita.
L'aigua de la pluja s'acumula en una depressió del terreny i forma un llac petit, l'aigua que rep el llac és generalment aigua dolça. Quan tota l'aigua s'evapora es forma una superfície en forma de platja amb les sals precipitades per exemple de carbonat de sodi, bòrax i altres sals.
També es poden formar llacs secs per intersecció amb la superfície de la capa freàtica profunda.
Típicament es formen en les zones de clima semiàrid i àrid del món. La major concentració de llacs secs és al sud de Texas i l'est de Nou Mèxic.
El major llac sec és el Salar d'Uyuni a Bolívia (10.582 km²).

## Ecologia
Les vores d'aquests llacs tenen plantes halòfites que toleren la sal que són farratge important per als hervíbors durant l'hivern. Els llacs secs poden acumular la contaminació.

## Ús humà

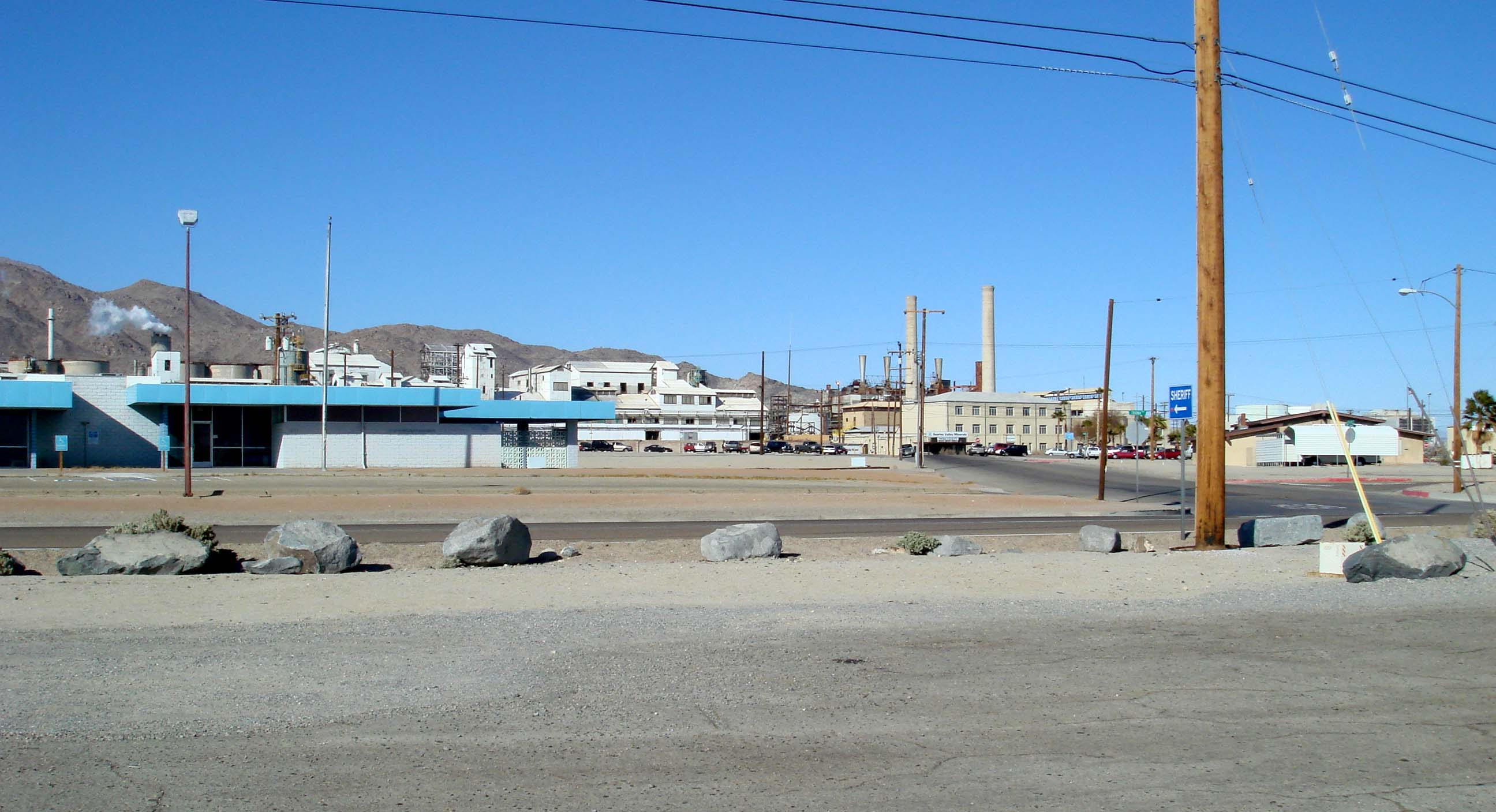
Planta química de The Mosaic Company que procesa la salmorra del llac Searles Dry Lake

La superfície molt plana i dura els fa útils per a proves de velocitat de vehicles motoritzats i bicicletes. Fins i tot bases aèries com la Area 51 de Nevada, i Edwards Air Force Base de Califòrnia.
La salmorra sovint de la seva superfície sovint s'explota de forma minera per exemple per extreure'n liti.

## Galeria fotogràfica

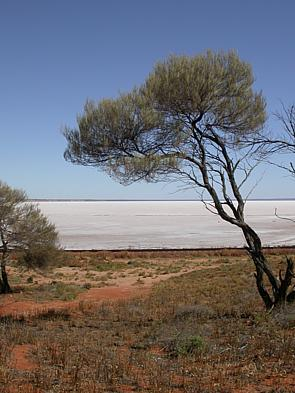
Lake Hart a Austràlia.
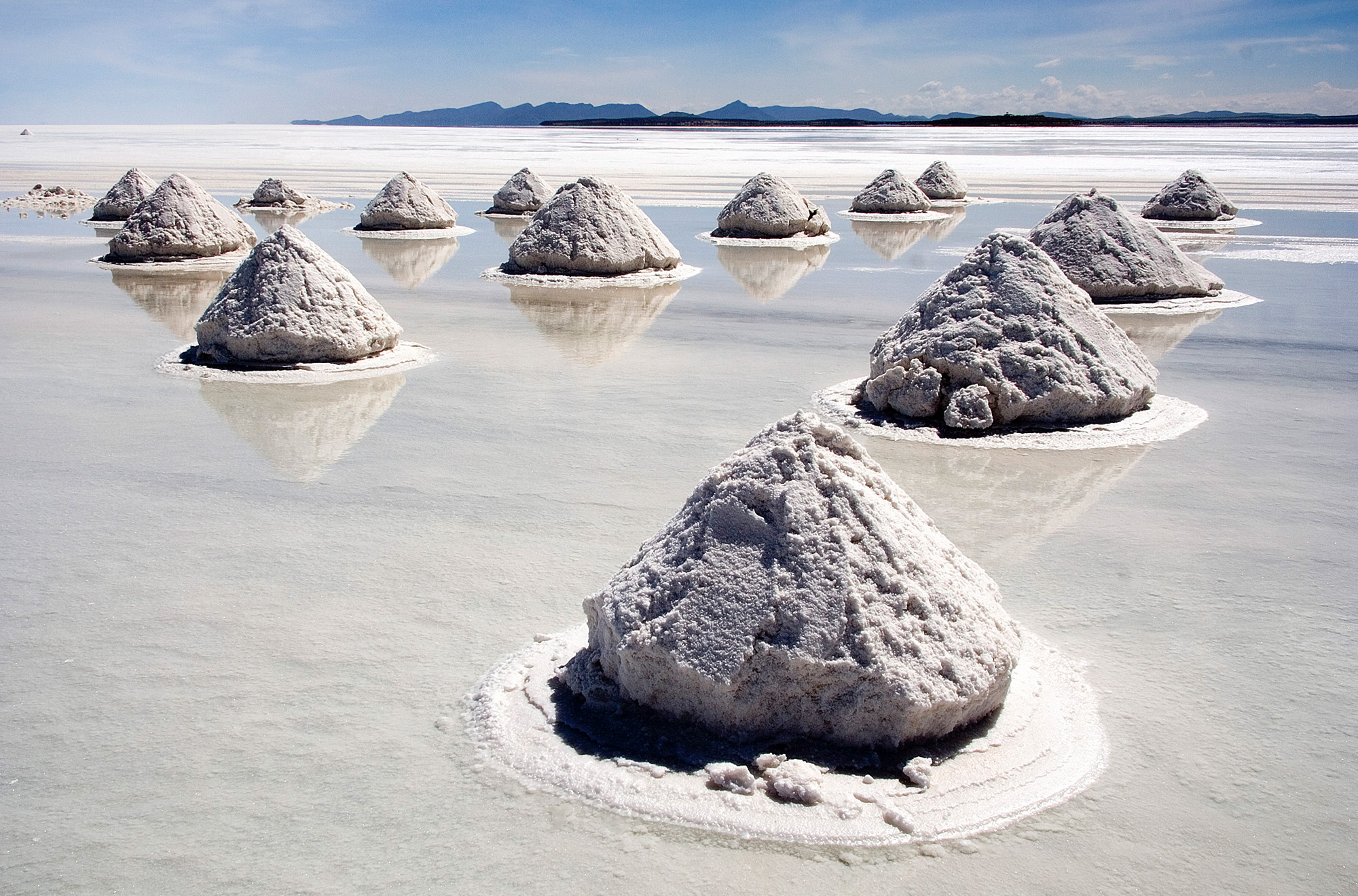
Salar d'Uyuni.
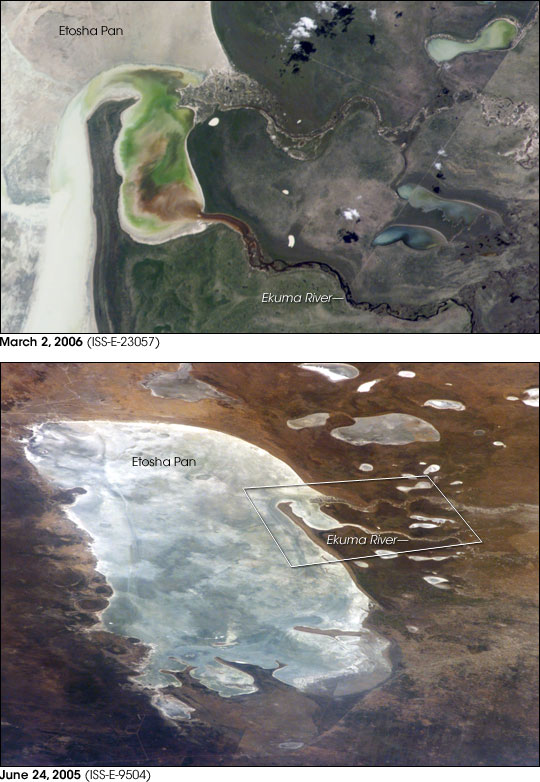
Etosha Pan al nord de Namíbia
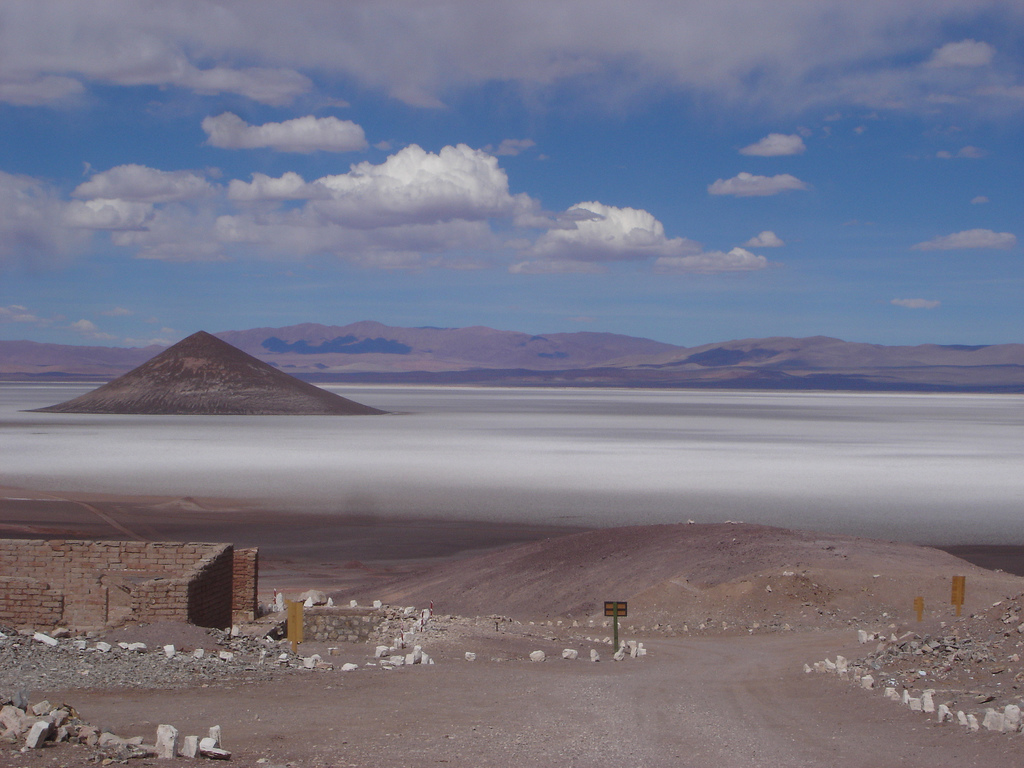
Cono de Arita a Salar d'Arizaro, Salta (Argentina).